# Манифа
Манифа — нефтяное месторождение в Саудовской Аравии. Открыто в 1957 году. Залежи на глубине 2,3-2,8 км. Плотность нефти 0,88г/см3, содержание S 3,0 %. Геологические запасы месторождения оцениваются в 3,2 млрд т нефти.
Одно из пяти месторождений страны, на которых Saudi Aramco добывает 90 % нефти (наряду с Абкайк, Сафания-Хафджи, Берри, Гавар).
По данным Bloomberg на 2013 год является пятым по размеру месторождением нефти в мире.
Промышленная добыча на месторождении началась в 10 апреля 2013 года компанией Saudi Aramco, к концу года добыча составит около 500 тыс. баррелей в день. Стоимость проекта разработки оценивается в 17 млрд долларов США. Это месторождение стало последним разрабатываемым гигантским месторождением страны.
Добыча нефти за 2016 год составила 40 млн тонн. или 800 тыс. баррелей в день.